# Braunsegler
Der Braunsegler (Apus niansae) ist eine Vogelart aus der Familie der Segler (Apodidae). Er ist ein typischer Vertreter der Gattung Apus mit einer sehr einheitlich braunen Färbung des Rumpfes. Der Braunsegler ähnelt dem in Mitteleuropa häufigen Mauersegler und ist auch wie dieser sehr gesellig, bildet große Schwärme und ist auch in gemischten Schwärmen mit anderen Seglern anzutreffen.  Die Population gilt als stabil, und die Art wird von BirdLife International als „nicht gefährdet“ (least concern) eingestuft.

## Beschreibung
Der Braunsegler ist mit einer Körperlänge von 15 Zentimetern und einer Flügellänge, die zwischen 143 und 162 Millimetern liegt, geringfügig kleiner als der Mauersegler. Wie bei diesem sind die sichelförmigen Flügel im Vergleich zum schlanken Rumpf lang. Der Schwanz ist aber im Vergleich zum Mauersegler kürzer, die Schwanzgabelung geringer. Beide Geschlechter sehen gleich aus.
Der Körper ist sehr einheitlich braun gefärbt, mit Ausnahme des undeutlichen, grauweißen Kehlflecks, der individuell unterschiedlich groß sein kann. Auffällig ist auf der Flügelunterseite der Kontrast zwischen innerem und äußerem Flügel: Die großen Armdecken und die Armschwingen sind fast strohfarben und deutlich blasser als der braun gefärbte Rest des Flügels. Dieses Muster zeigt sich zwar bei allen Apus-Arten, der Kontrast ist aber bei keiner Art so deutlich wie beim Braunsegler.
Der am häufigsten zu hörende Ruf des Braunseglers unterscheidet sich ein wenig vom typischen Ruf des Mauerseglers. Der wie see-u klingende Ruf ist kürzer, schärfer und eher zwei- statt einsilbig. Daneben ist noch ein lang gezogenes, mehr krächzendes ssssiiiirrrrr zu hören.

## Verbreitung und Wanderungen
Der Braunsegler ist in Ostafrika südlich der Sahara endemisch. Das Brutgebiet setzt sich aus drei voneinander isolierten (disjunkten) Gebieten zusammen:
1. Von der Küste im zentralen Eritrea südlich durch Äthiopien bis Addis Abeba
2. Weiter östlich im Küstengebirge im nördlichen Somalia bis hin zu den angrenzenden Gebieten im Nordosten Äthiopiens
3. Vom Bergland im östlichen Uganda, einschließlich des Kidepo-Valley-Nationalparks sowie des Gebiets um den Mount Moroto, bis weiter östlich im Westen Kenias und den äußersten Norden Tansanias, einschließlich des Arusha-Nationalparks

Die Populationen in letzterem Gebiet sind Standvögel. Die Vögel aus dem Gebiet um Addis Abeba sind dort während der Regenzeit, von Februar bis April und von Juni bis September anzutreffen. Die Population im Norden Somalias verlässt größtenteils zwischen September und März das dortige Brutgebiet. Die Winterquartiere liegen in Kenia, Uganda und Tansania.
Der Braunsegler ist im Verbreitungsgebiet häufig, teilweise sehr häufig. Eine große und gut bekannte Kolonie befindet sich im Hells-Gate-Nationalpark südlich des Naivashasees.

## Lebensraum
Der Lebensraum des Braunseglers ist vorwiegend das relative trockene Bergland, wobei Schluchten, steile Felshänge und Felsspitzen und auch die Städte des Hochlands bevorzugt werden. Das trockene Klima großer Teile des Lebensraums lässt vermuten, dass zur Nahrungssuche tagsüber feuchtere Gebiete aufgesucht werden, die in Reichweite liegen müssen. Der Braunsegler kommt auch im Tiefland vor.

## Fortpflanzung
Die Brutzeit liegt in Eritrea zwischen April und Mai, in Äthiopien zwischen April und September und in Kenia im September. Braunsegler brüten in Kolonien, Nistplätze finden sich an Gebäuden und in Felsspalten in Schluchten und Steilhängen. Das Nest ist eine flache Schale mit etwa 12 Zentimetern Durchmesser und besteht aus Gräsern und Federn, die mit Speichel verklebt werden.
Das Gelege besteht aus ein bis drei Eiern, die eine mittlere Größe von 23,5 × 15,5 Millimetern haben. Beide Partner beteiligen sich am Brutgeschäft. Die kürzeste Bebrütungszeit dürfte bei 19 Tagen liegen, nach durchschnittlich weiteren 41 Tagen fliegen die Vögel aus. Wie auch beim Mauersegler werden Kopulationen im Flug vermutet.

## Systematik
Der Braunsegler gehört neben Mauer- und Einfarbsegler zur Apus-Superspezies.
Neben der Nominatform wird die Unterart Apus niansae somalicus unterschieden. Dabei handelt es sich um die im Norden Somalias und den angrenzenden Gebieten Äthiopiens brütenden Vögel. Diese Unterart ist blasser gefärbt als die Nominatform, der Kehlfleck ist etwas deutlicher und klarer abgegrenzt. Möglicherweise ist somalicus auch etwas kleiner als die Nominatform. Trotz der unverkennbaren Ähnlichkeit zur Nominatform wird somalicus von manchen Autoren auch als Unterart des Fahlseglers (Apus pallidus) angesehen.